# سیارک ۹۰۳۰۸
سیارک ۹۰۳۰۸ (به انگلیسی: 90308 Johney، نامگذاری:2003FV14) نود هزار و سیصد و هشتمین سیارک کشف شده‌است که در ۲۳ مارس ۲۰۰۳ کشف شد.